# Suore del famulato cristiano
Le Suore del Famulato Cristiano sono un istituto religioso femminile di diritto pontificio: i membri di questa congregazione pospongono al loro nome la sigla S.F.C.

## Storia
Le origini della congregazione risalgono al 1921, quando il canonico Adolfo Barberis (1884-1967) aprì a Torino un istituto per sostenere e favorire l'inserimento sociale delle madri nubili. Da un'indagine fatta condurre dallo stesso Barberis e dal cardinale Agostino Richelmy nelle maggiori realtà urbane europee, risultò che circa il 70% delle ragazze madri erano donne addette al servizio domestico: l'istituto di Barberis si specializzò, quindi, nell'assistenza a questa categoria di persone.
Nel 1927 l'opera (che comprendeva anche un convitto e una scuola professionale per domestiche) venne affidata a una comunità femminile (detta inizialmente "Pia opera di santa Serafina") approvata ad experimentum dal cardinal Richelmy: le sodali della fraternità, nel 1944, vennero ammesse alla professione religiosa da Maurilio Fossati, arcivescovo di Torino, e nel 1953 la congregazione (detta poi delle "Suore del Famulato Cristiano") venne eretta in istituto di diritto diocesano dal vescovo di Ivrea.
Il 2 agosto 1955 la congregazione venne aggregata all'Ordine dei Frati Minori Conventuali.

## Attività e diffusione
Le Suore del Famulato si dedicano all'educazione della gioventù femminile e al servizio alla vita famigliare: tra i membri più popolari della congregazione va ricordata suor Germana (al secolo, Martina Consolaro), celebre autrice di libri di ricette.
Oltre che in Italia, sono presenti in Colombia e Messico; la sede generalizia è a Torino.
Al 31 dicembre 2005 l'istituto contava 50 religiose in 9 case.